# Live in Madrid (Coldplay)
Live in Madrid è il settimo EP del gruppo musicale britannico Coldplay, pubblicato il 31 ottobre 2011 dalla Parlophone.

## Tracce
1. Every Teardrop Is a Waterfall – 4:38
2. Violet Hill – 3:43
3. God Put a Smile upon Your Face – 4:51
4. Charlie Brown – 5:01
5. Paradise – 4:51
6. Clocks – 4:57
7. Paradise (Remix) – 4:44

## Formazione
- Chris Martin – voce, chitarra acustica (tracce 2-4), pianoforte (tracce 5 e 6)
- Jonny Buckland – chitarra elettrica, tastiera (traccia 5), cori (eccetto traccia 3)
- Guy Berryman – basso, tastiera (traccia 3), cori (eccetto traccia 3)
- Will Champion – batteria, cori, chitarra acustica (traccia 1)